# Luciano Zampatti
Luciano Zampatti (ur. 12 maja 1903 w Sankt Moritz, zm. 1 grudnia 1957 w Ponte di Legno) – włoski skoczek narciarski, uczestnik zimowych igrzysk olimpijskich.

## Igrzyska olimpijskie
W 1928 był jednym z trzech włoskich skoczków, którzy wzięli udział w II Zimowych Igrzyskach Olimpijskich w Sankt Moritz.
Na tych igrzyskach wystąpił w zawodach na skoczni normalnej K-66. W pierwszej serii oddał skok na odległość 48 metrów, jednak jego próba zakończyła się upadkiem. W drugiej serii Włoch zanotował już udaną próbę; poprawił się o 1,5 metra w stosunku do skoku z pierwszej serii (w drugiej skoczył 49,5 m). Zampatti zakończył konkurs z notą 9,687 pkt. (pierwszy sędzia dał mu notę 10,687, drugi 8,187 a trzeci 10,187); zajął 34. miejsce na 38 skoczków, którzy wystąpili w konkursie.
Zampatti zdobył dwa medale mistrzostw Włoch. W 1928 zdobył brązowy medal, a w 1934 został wicemistrzem kraju (srebro).